# Rytiodus
Rytiodus is een geslacht van uitgestorven aquatische zoogdieren die voorkwamen in het Mioceen.

## Beschrijving
Rytiodus kon een lengte van 600 cm bereiken. Dit enorme, logge dier was een voorouder van de doejong en had een glad en pootloos lichaam. De voorpoten waren vervangen door peddels en de achterpoten waren helemaal verdwenen. Aan de achterzijde van het lichaam bevond zich een horizontaal geplaatste vissenstaart, die met een op- en neergaande beweging voor de voortbeweging zorgde. De zware botten zorgden ervoor, dat het dier gemakkelijk onder water kon blijven.

## Leefwijze
Met zijn afgeplatte snuit graasde het dier in ondiepten langs de kust naar wieren en zeegras, die het met zijn in de bovenkaak staande slagtanden uit de grond loswroette.

## Vondsten
Resten van dit dier werden gevonden in Frankrijk.